# Powerless (Say What You Want)
Powerless (Say What You Want), conosciuto semplicemente come Powerless, è il primo singolo estratto dal secondo album della cantante canadese Nelly Furtado, Folklore.
La canzone è stata prodotta da Track & Field ed è stata pubblicata a dicembre 2003.

## Il video
Il video della canzone, realizzato in tre giorni, mostra la cantante intrappolata all'interno di una scatola da cui cerca di scappare. Le pareti della scatola sono ricoperta da manifesti, molti dei quali sono foto animate della stessa cantante oppure la riproduzione della copertina del suo secondo album o del singolo.
Una volta uscita dalla scatola si ritrova in un mercato dove riceve del pesce e successivamente la si vede in un viale, in bicicletta, accompagnata da altre persone anch'esse in bicicletta, mentre dei ballerini danzano indossando costumi tradizionali.

## Tracce
CD
1. Powerless (Say What You Want) (Radio version)
2. Powerless (Say What You Want) (Alternative Acoustic Mix)
3. Powerless (Say What You Want) (Josh Desi Mix)
4. Powerless (Say What You Want) (Instrumental version)

12" Vinile
1. Powerless (Say What You Want) (Radio version)
2. Powerless (Say What You Want) (Josh Desi Mix)
3. Powerless (Say What You Want) (Mint Tea Dancehall Mix)
4. Powerless (Say What You Want) (Maroon Mix)
5. Powerless (Say What You Want) (Sox Remix)  (featuring Shankini)
6. Powerless (Say What You Want) (Instrumental version)

CD Germania
1. Powerless (Say What You Want) (Album version)
2. Powerless (Say What You Want) (Alternative Acoustic Mix)

CD UK
1. Powerless (Say What You Want) (Album version)
2. Powerless (Say What You Want) (Alternative Acoustic Mix)
3. Powerless (Say What You Want) (Josh Desi Mix)

## Classifiche
| Classifica (2003/04) | Posizione massima |
| -------------------- | ----------------- |
| Australia            | 37                |
| Austria              | 7                 |
| Germania             | 8                 |
| Irlanda              | 36                |
| Italia               | 26                |
| Lettonia             | 27                |
| Nuova Zelanda        | 16                |
| Paesi Bassi          | 6                 |
| Perù                 | 5                 |
| Regno Unito          | 13                |
| Stati Uniti (Pop)    | 30                |
| Stati Uniti (Dance)  | 5                 |
| Svezia               | 37                |
| Svizzera             | 16                |